# Anastasija Zubina
Anastasija Zubina (ros. Анастасия Зубина; ur. w 1998 r.) – rosyjska aerobiczka, mistrzyni świata, złota medalistka World Games.
Sportem zajęła się w 2005 roku. Na międzynarodowej imprezie zadebiutowała w 2016 roku na mistrzostwach świata w Inczon. Tam zajęła czwarte miejsce w kroku i siódme w trójkach. Dwa lata później w Guimarães sięgnęła po złoto w trójkach i srebro w rywalizacji indywidualnej.
Wystąpiła na World Games 2017 rozegranym we Wrocławiu, zdobywając złoty medal w kroku.